# Zakarijja Mazuzi
Zakarijja Mazuzi, Zakaria Maazouzi (ur. 15 czerwca 1985) – marokański lekkoatleta, średniodystansowiec.

## Osiągnięcia
- brązowy medal igrzysk frankofońskich (bieg na 1500 metrów, Niamey 2005)[1]

## Rekordy życiowe
- Bieg na 1500 metrów – 3:31,94 (2013)